# ماتياس مينك
ماتياس مينك (بالألمانية: Matthias Mink)‏ هو لاعب كرة قدم ألماني في مركز الدفاع، ولد في 30 يوليو 1967 في فيلينغن-شفنينغن في ألمانيا. لعب مع فورتونا كولن.

## وصلات خارجية
- ماتياس مينك على موقع قاعدة بيانات كرة القدم.إي يو (الإنجليزية)
- ماتياس مينك على موقع بيانات كرة القدم. دي إي (الألمانية)
- ماتياس مينك على موقع عالم كرة القدم.نت (الإنجليزية)